# Liste de ponts de Finlande

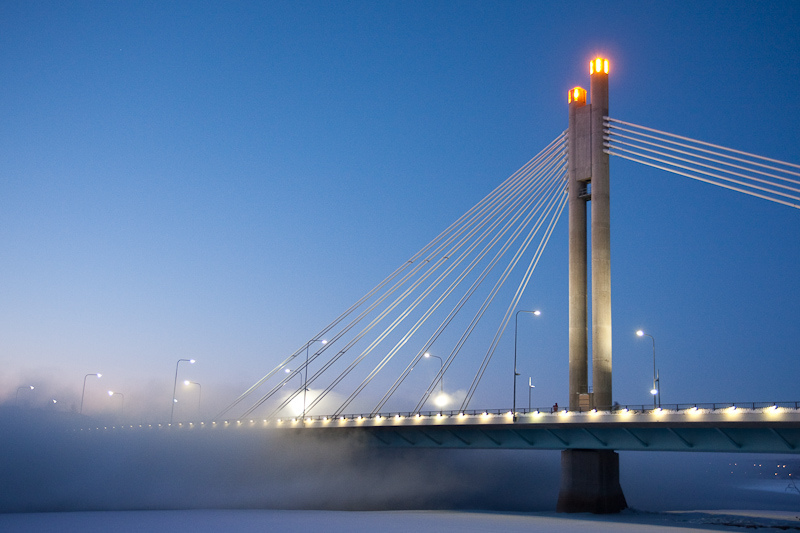
Le pont Jätkänkynttilä.

Cette liste de ponts de Finlande a pour vocation de présenter une liste de ponts remarquables de Finlande, tant par leurs caractéristiques dimensionnelles, que par leur intérêt architectural ou historique.
La catégorie lien donne la classification de l'ouvrage parmi ceux présentés et propose un lien vers la fiche technique du pont sur le site Structurae, base de données et galerie internationale d'ouvrages d'art. La liste peut être triée selon les différentes entrées du tableau pour voir ainsi les ponts en arc ou les ouvrages les plus récents par exemple.
Les colonnes portée et longueur, exprimées en mètres indiquent respectivement la distance entre les pylônes de la travée principale et la longueur totale de l'ouvrage, viaducs d'accès compris.

## Ponts présentant un intérêt historique ou architectural
L'administration finlandaise des Ponts et chaussées a sélectionné 33 ponts ou routes caractéristiques de l'évolution des transports terrestres de ce pays. Ils sont désignés par les termes de museosilta ou museotie par des panneaux spécifiques. Certains ponts sont rarissimes au niveau mondial comme le  pont du Savukoski, pont en béton en arc sous-tendu à une seule articulation.
|  |    | Nom                    | Finnois              | Distinction                    | Long. | Type                                                                 | Voie portée Voie franchie         | Date | Localisation                                      | Région                    | Ref.    |
|  | -- | ---------------------- | -------------------- | ------------------------------ | ----- | -------------------------------------------------------------------- | --------------------------------- | ---- | ------------------------------------------------- | ------------------------- | ------- |
|  |    | Grand pont d'Eteläkylä | Etelänkylän isosilta | Pont classé (Museosilta no 45) | 77    | Maçonnerie Arcs en treillis bois, piles en maçonneries               | Pyhäjoki                          | 1837 | Pyhäjoki 60° 09′ 37,3″ N, 24° 54′ 30″ E           | Ostrobotnie du Nord       | [ 1 ]   |
|  | 2  | Vieux pont de Haliko   | Halikon vanha silta  | Pont classé (Museosilta no 9)  | 75    | Maçonnerie Arcs en treillis bois, piles en maçonneries               | Halikonjoki                       | 1866 | Halikko 60° 23′ 50,5″ N, 23° 04′ 08,1″ E          | Finlande propre           | [ T 1 ] |
|  | 3  | Pont de Vantaankoski   | Vantaankosken silta  |                                |       | Maçonnerie Arc en treillis bois, piles en maçonneries                | Vantaankoski                      | 1876 | Vantaa 60° 17′ 37,2″ N, 24° 51′ 57,6″ E           | Uusimaa                   | [ 2 ]   |
|  | 4  | Pont du Pattijoki      | Pattijoen silta      | Pont classé (Museosilta no 42) | 10    | Maçonnerie 1 arche                                                   | Pattijoen                         | 1897 | Pattijoki 64° 41′ 34,5″ N, 24° 34′ 17,9″ E        | Ostrobotnie du Nord       |         |
|  | 5  | Pont Aunes             | Aunessilta           | Pont classé (Museosilta no 17) | 46    | Maçonnerie 1 arche                                                   | Kämmenniemenkatu Aunessillansalmi | 1899 | Kämmenniemi 61° 37′ 51,5″ N, 23° 50′ 15,2″ E      | Pirkanmaa                 |         |
|  | 6  | Pont du Savukoski      | Savukosken silta     | Pont classé (Museosilta no 21) | 60    | Arc Béton, tablier suspendu                                          | Kymijoki                          | 1927 | Loviisa - Pyhtää 60° 17′ 37,2″ N, 24° 51′ 57,6″ E | Uusimaa Vallée de la Kymi |         |
|  | 7  | Pont Ponkila           | Ponkilan silta       | Pont classé (Museosilta no 43) | 71    | Suspendu Tablier acier, pylônes acier                                | Muhosjoki                         | 1931 | Muhos 64° 48′ 32,3″ N, 26° 00′ 18,6″ E            | Ostrobotnie du Nord       |         |
|  | 8  | Pont Ahmaskoski        | Ahmaskosken silta    | Portée : 100 mètres            | 100   | Suspendu Acier                                                       | Passerelle Oulu                   | 1957 | Utajärvi 64° 38′ 34,5″ N, 26° 34′ 23,8″ E         | Ostrobotnie du Nord       |         |
|  | 9  | Pont de Mylly          | Myllysilta           | Pont classé (Museosilta no 5)  | 51    | Pont à tréteaux Bois 21+42x3+2                                       |                                   | 1966 | Nurmijärvi 60° 27′ 19,5″ N, 24° 51′ 07,3″ E       | Uusimaa                   | [ T 2 ] |
|  | 10 | Passerelle Ylistö      | Ylistön silta        | Portée : 112 mètres            | 208   | Haubané                                                              | Passerelle Lac Jyväsjärvi         | 1992 | Jyväskylä 62° 13′ 47,5″ N, 25° 44′ 14,2″ E        | Finlande-Centrale         | ,       |
|  | 11 | Pont Vihantasalmi      | Vihantasalmen silta  |                                | 182   | Treillis Bois, lamellé-collé 21+42x3+21                              | Valtatie 5 Lac Lahnavesi          | 1999 | Mäntyharju 61° 26′ 24,6″ N, 26° 40′ 34″ E         | Savonie du Sud            | ,       |
|  | 12 | Pont de Laukko         | Laukonsilta          |                                | 150   | Haubané Monopylône, tablier dalle béton, pylône acier 40+42+126+42x2 | Passerelle Ratina                 | 2010 | Tampere 61° 29′ 37,6″ N, 23° 45′ 37,6″ E          | Pirkanmaa                 |         |
|  | 13 | Pont de Crusell        | Crusellinsilta       | Portée : 92 mètres             | 173   | Haubané                                                              | Ruoholahti                        | 2011 | Helsinki 60° 09′ 37,3″ N, 24° 54′ 30″ E           | Uusimaa                   | [ 5 ]   |

## Grands ponts
Ce tableau présente les ouvrages ayant des portées supérieures à 100 mètres ou une longueur totale de plus de 1 000 mètres (liste non exhaustive).
|  |    | Nom                          | Finnois                    | Portée   | Long. | Type                                                                   | Voie portée Voie franchie                | Date | Localisation                                                     | Région              | Ref.     |
|  | -- | ---------------------------- | -------------------------- | -------- | ----- | ---------------------------------------------------------------------- | ---------------------------------------- | ---- | ---------------------------------------------------------------- | ------------------- | -------- |
|  | 1  | Pont de Replot               | Raippaluodon silta         | 250      | 1045  | Haubané Tablier acier, pylônes béton                                   | Seututie 724 Golfe de Botnie             | 1997 | Replot - Vaasa 63° 12′ 24,3″ N, 21° 28′ 24,6″ E                  | Ostrobotnie         | [ 6 ]    |
|  | 2  | Pont de Kärkinen             | Kärkisten silta            | 240      | 787   | Haubané Tablier acier, pylônes béton 32+9x42+240+3x42                  | Seututie 610 Lac Päijänne                | 1997 | Korpilahti 61° 59′ 53,9″ N, 25° 40′ 32,6″ E                      | Finlande-Centrale   | [ T 5 ]  |
|  | 3  | Pont Kirjalansalmi           | Kirjalansalmen silta       | 220      | 287   | Suspendu Tablier treillis acier, pylônes acier 25+220+25               | Seututie 180 Kirjalansalmi               | 1963 | Kaarina - Pargas 60° 21′ 57,5″ N, 22° 21′ 30,4″ E                | Finlande propre     | ,        |
|  | 4  | Pont de Tähtiniemi           |                            | 165      | 924   | Haubané Tablier acier, pylônes acier                                   | Route nationale 4 E 75 Lac Ruotsalainen  | 1993 | Heinola 61° 12′ 50,3″ N, 26° 00′ 29″ E                           | Päijät-Häme         | ,        |
|  | 5  | Pont de Sääksmäki            | Sääksmäen silta            | 155      |       | Suspendu Tablier poutres acier, pylônes acier 30+155+30                | Seututie 130 Lac Vanajavesi              | 1963 | Sääksmäki 61° 11′ 02,4″ N, 24° 02′ 55,4″ E                       | Pirkanmaa           | ,        |
|  | 6  | Pont de Sami                 | Saamen silta               | 155      | 316   | Haubané Tablier poutres acier, pylônes acier                           | Route nationale 4 E 75 Teno              | 1993 | Utsjoki - Tana 69° 54′ 38,9″ N, 27° 01′ 53,6″ E                  | Laponie Norvège     | [ 10 ]   |
|  | 7  | Pont suspendu de Louhunsalmi | Louhunsalmen riippusilta   | 140      | 178   | Suspendu Tablier poutres acier, pylônes acier                          | Lac Päijänne                             | 1957 | Île Säynätsalo - Île Lehtisaari 62° 08′ 05,3″ N, 25° 45′ 41,9″ E | Finlande-Centrale   |          |
|  | 8  | Pont de Puumalansalmi        | Saimaan silta              | 140      | 762   | Mixte acier/béton Bipoutre 55+90+140+90+55                             | 62 Puumalansalmen (Saimaa)               | 1995 | Puumala 61° 31′ 07,5″ N, 28° 10′ 32,7″ E                         | Savonie du Sud      | [ T 9 ]  |
|  | 9  | Pont de Kirkonvarkaus        | Kirkonvarkauden silta      | 139      |       | Suspendu Tablier poutres acier, pylônes acier                          | Kantatie 62 Ukonvesi                     | 1967 | Mikkeli 61° 39′ 55,2″ N, 27° 17′ 48,8″ E                         | Savonie du Sud      |          |
|  | 10 | Pont du Norrströmmen         |                            | 135      | 310   | Poutre-caisson Béton précontraint 30+80+135+65                         | Seututie 180 Norrströmmen                | 1988 | Île Storlandet - Île Lillandet 60° 10′ 48,9″ N, 21° 55′ 51,7″ E  | Finlande propre     | ,        |
|  | 11 | Pont de Färjsund             | Färjsundin silta           | 130      | 200   | Arc Béton, tablier porté                                               | Sundsvågen 2 Färjsundet                  | 1981 | Saltvik - Finström 60° 14′ 17,2″ N, 20° 00′ 59,2″ E              | Åland               | [ 12 ]   |
|  | 12 | Pont de Jätkänkynttilä       | Jätkänkynttilä             | 126      | 320   | Haubané Monopylône, tablier caisson acier, pylône béton 40+42+126+42x2 | Kajaanintie 78 Kemijoki                  | 1989 | Rovaniemi 66° 30′ 10,5″ N, 25° 44′ 33,3″ E                       | Laponie             | [ 13 ]   |
|  | 13 | Pont Hännilänsalmi           | Hännilänsalmen riippusilta | 125      |       | Suspendu Tablier poutres acier, pylônes acier                          | Route nationale 4 E 75 Lac Keitele       | 1962 | Viitasaari 63° 02′ 33,7″ N, 25° 49′ 02,2″ E                      | Finlande-Centrale   |          |
|  | 14 | Pont de Lapinlahti           | Lapinlahden silta          | 125 (x3) | 597   | Poutres Acier 103+125x3+103                                            | Länsiväylä Kantatie 51 Lauttasaarensalmi | 1965 | Helsinki - Lauttasaari 60° 09′ 58″ N, 24° 53′ 33,1″ E            | Uusimaa             | ,        |
|  | 15 | Pont de Karisalmi            | Karisalmen silta           | 125      |       | Suspendu Tablier poutres acier, pylônes acier 25+125+25                | Seututie 314 Lac Päijänne                | 1969 | Asikkala 61° 17′ 34,4″ N, 25° 31′ 58,7″ E                        | Päijät-Häme         | [ T 12 ] |
|  | 16 | Pont de Virta                | Virran silta               | 114      |       | Suspendu Tablier poutres acier, pylônes acier                          | Seututie 362 Pyhäjärvi                   | 1964 | Iitti 60° 56′ 43,7″ N, 26° 23′ 09,6″ E                           | Vallée de la Kymi   |          |
|  | 17 | Pont de Lietvesi             |                            | 112      | 288   | Mixte acier/béton Bipoutre 88+112+88                                   | 62 Lac Saimaa                            | 1986 | Puumala 61° 33′ 05,3″ N, 27° 57′ 43,5″ E                         | Savonie du Sud      | [ 15 ]   |
|  | 18 | Pont Hannula                 | Hannulan silta             | 108      | 252   | Treillis Acier                                                         | Torne                                    | 1939 | Tornio 65° 50′ 48,7″ N, 24° 09′ 23,7″ E                          | Laponie             | [ 16 ]   |
|  | 19 | Rautasilta                   | Rautasilta                 | 100      | 100   | Treillis                                                               | Oulu                                     | 1886 | Oulu 65° 01′ 21,3″ N, 25° 29′ 46,2″ E                            | Ostrobotnie du Nord |          |